# Vườn quốc gia Arches
Vườn quốc gia Arches hay Vườn quốc gia các vòm đá, là một vườn quốc gia nằm gần Moab, Utah, Hoa Kỳ. Vườn quốc gia này bảo tồn hơn 2.000 vòm sa thạch tự nhiên, bao gồm vòm Delicate Arch nổi tiếng thế giới, cùng với một loạt các tài nguyên và kiến tạo địa lý độc đáo.

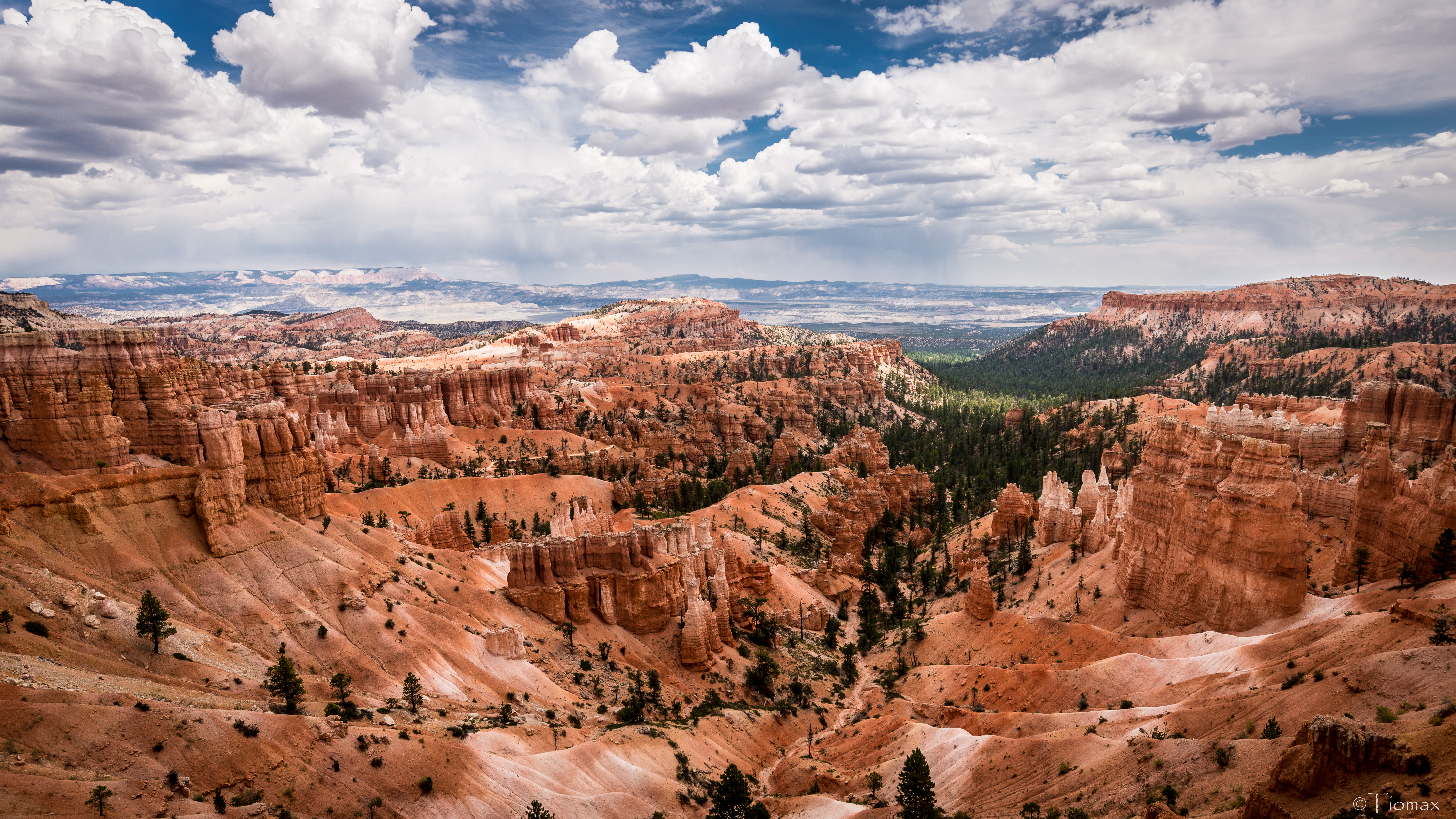

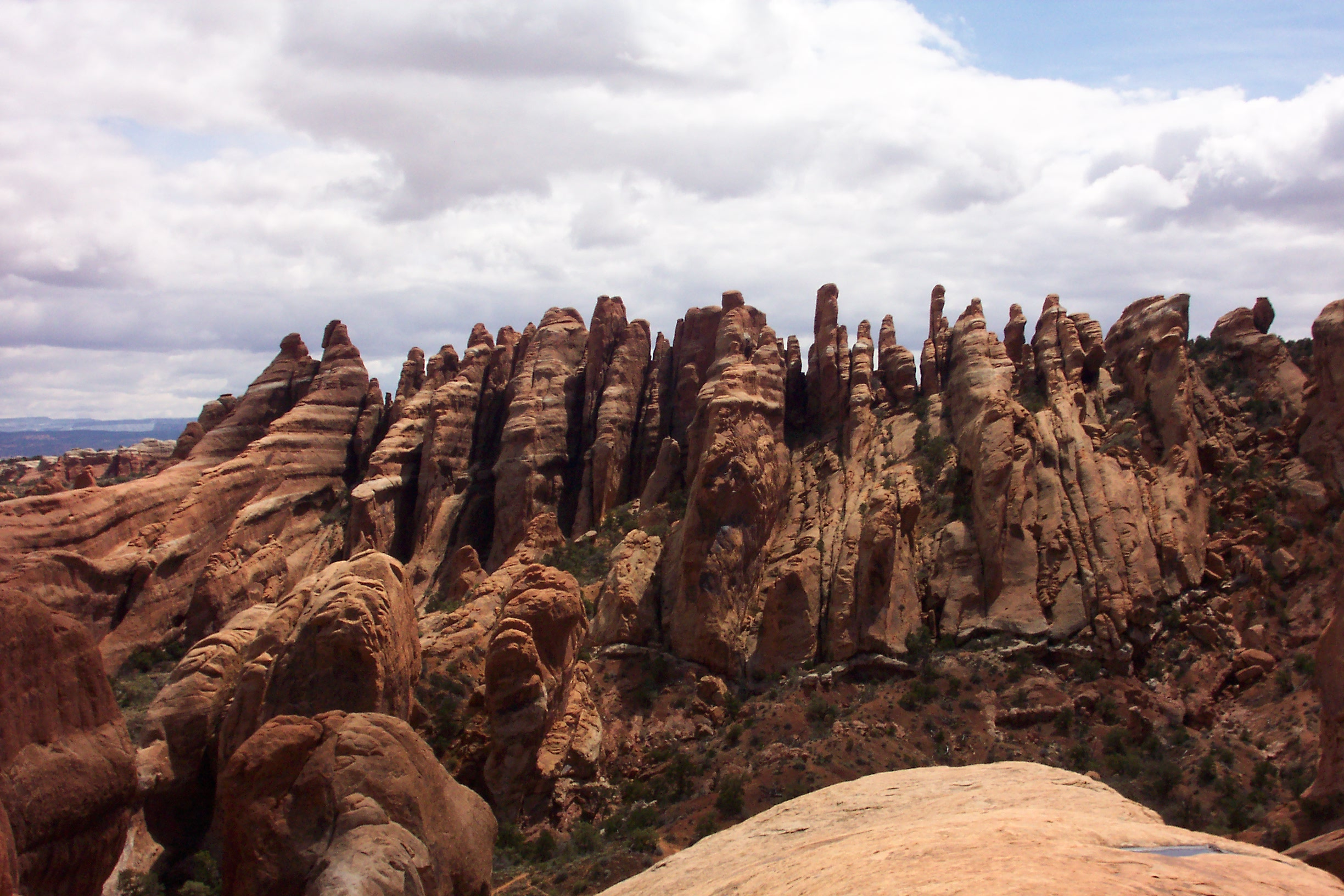

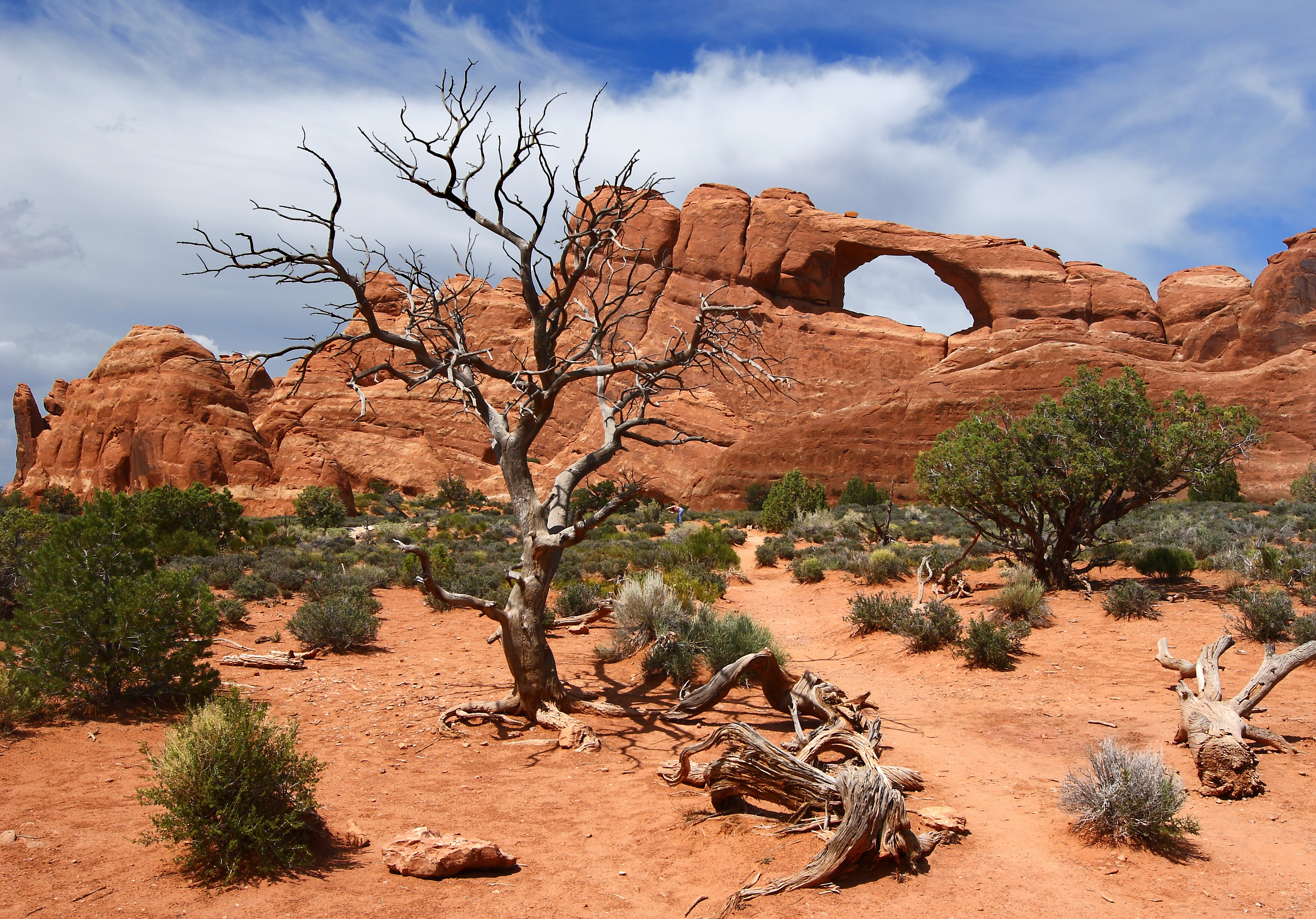
Skyline Arch

Khu vườn này nằm gần Moab, Utah, và có diện tích 119 dặm vuông (309 km²).  Điểm có độ cao nhất của vườn là 5.653 foot (1.723 m) tại Elephant Butte và điểm có cao độ thấp nhất là 4.085 foot (1.245 m) tại trung tâm tham quan.  Kể từ năm 1970, 42 vòm đá đã sụp đổ do bị bào mòn. Vườn quốc gia Arches nhận được lượng mưa trung bình 250 mm mỗi năm.
Khu vực này thuộc quản lý của Cục vườn quốc gia, ban đầu đã được xếp hạng là một tượng đài quốc gia vào ngày 12 tháng 4 năm 1929. Nó được chuyểnt hành một vườn quốc gia ngày 12 tháng 11 năm 1971.  Hơn 730.000 người đã tham quan vườn quốc gia này năm 2004.

## Các điểm nổi bật

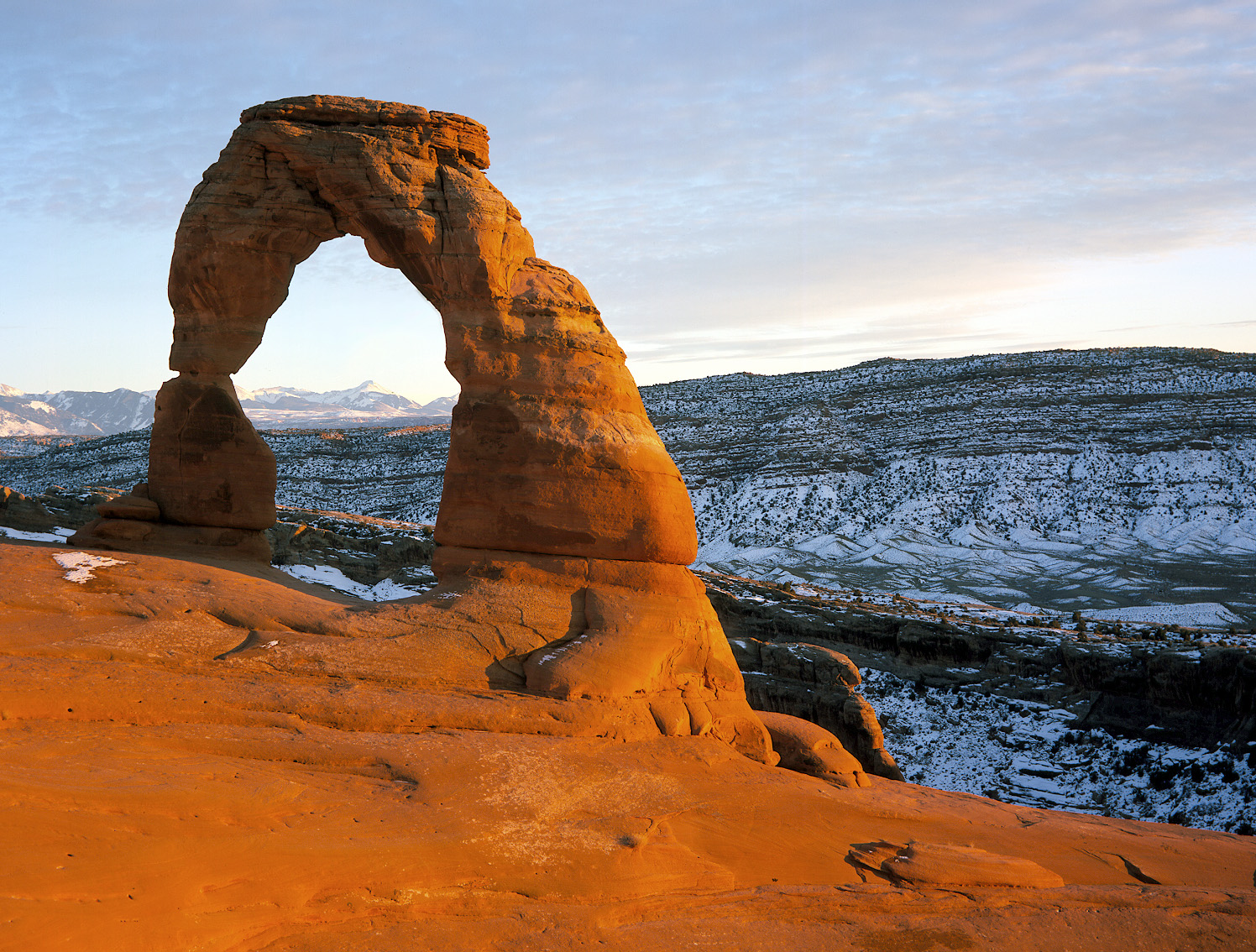
Delicate Arch, một trong những vòm đá nổi tiếng trong vườn quốc gia Arches.

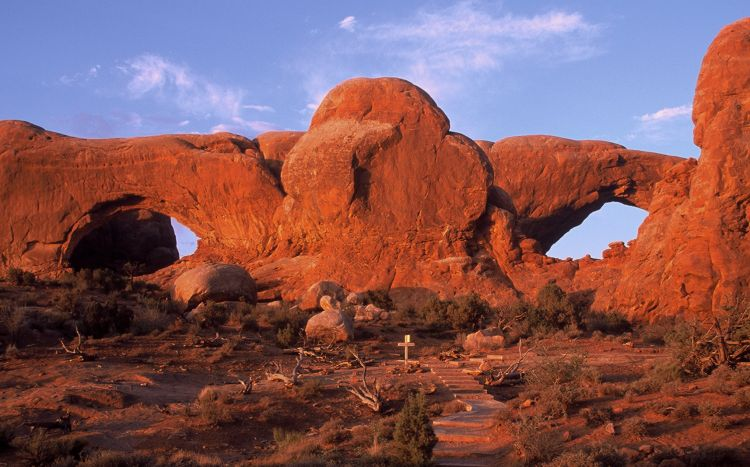
North Window và South Window Arches

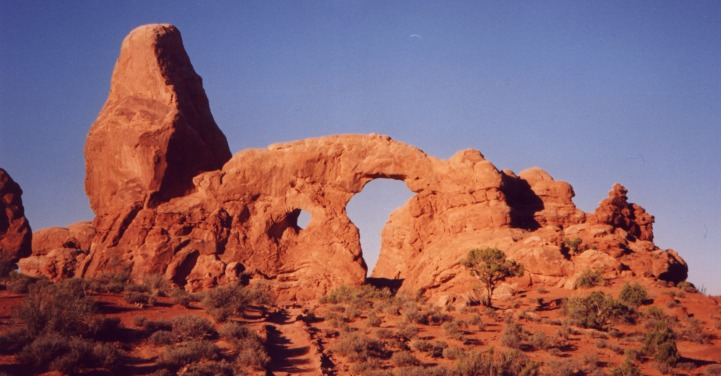
Turret Arch

Các điểm nổi bật của vườn quốc gia này:
- Delicate Arch — Mộ vòm đá đứng một mình đã trở thành một biểu tượng của Utah
- Balanced Rock — một khối đá thăng bằng,có kích thước bằng 3 chiếc xe buýt trường học
- Double Arch — hai vòm đá chồng lên nhau
- Landscape Arch — một vòm đá rất mỏng và dài hơn 300 foot (100 m); lớn nhất trong vườn quốc gia này
- Fiery Furnace — một khu vực có nhiều lối đi hẹp như mê cung với các cột đá cao (xem mục từ có tên tương tự trong Kinh thánh Fiery Furnace)
- Devil's Garden — nhiều vòm đá và cột đá nằm rải rác dọc theo một luống đồi
- Dark Angel — một cột đá thẫm đứng tự do tại cuối con đường mòn Devil's Garden.
- Courthouse Towers — mộ tập hợp các cột đá cao
- Petrified dunes — các tàn tích hóa đá của các đụn cát bị thổi từ các hồ cổ xưa từng bao bọc khu vực này.

## Một vài bức ảnh

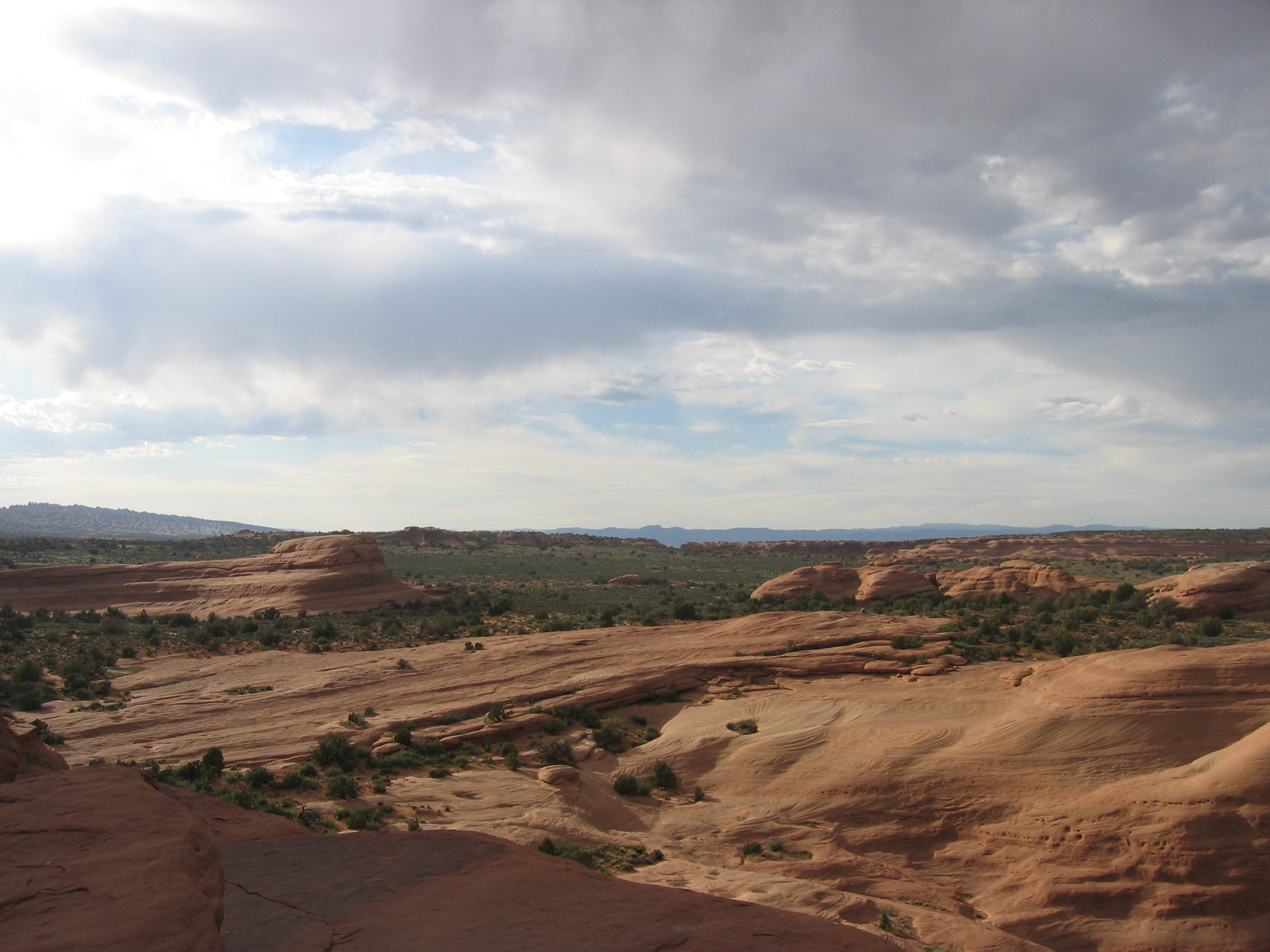
Phong cảnh phía sau Delicate Arch
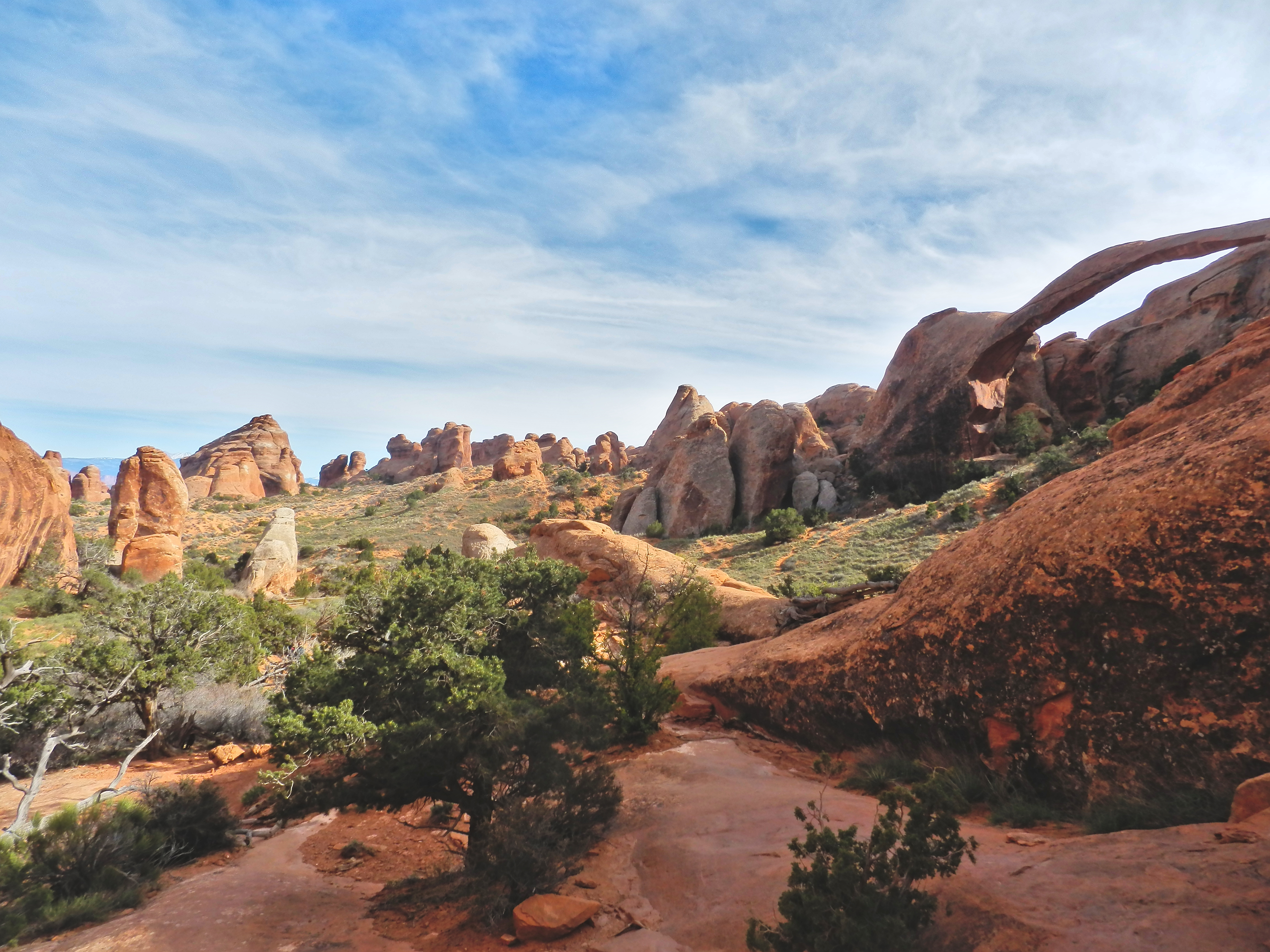
Devil's Garden (Khu vườn của quỷ)
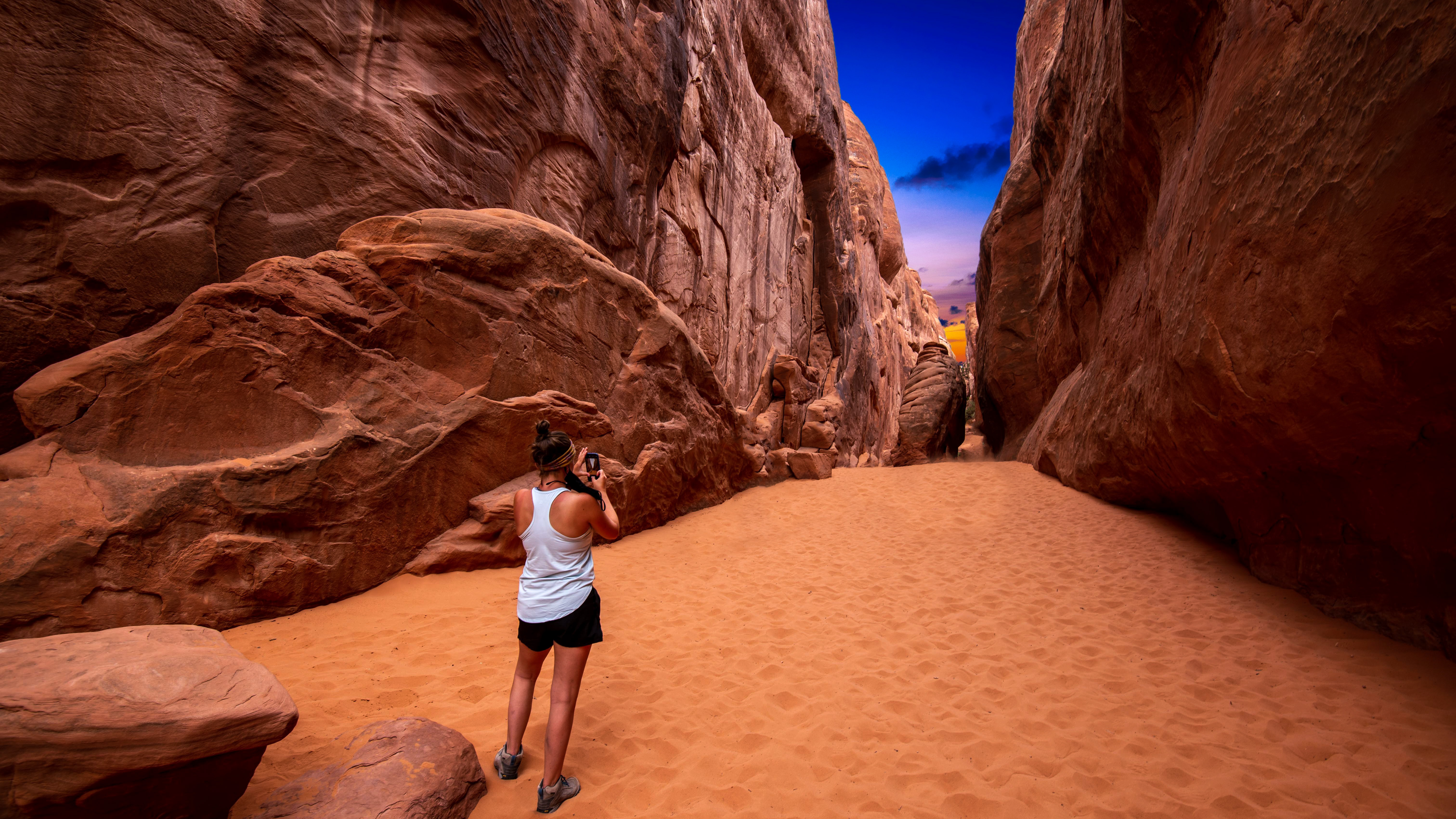
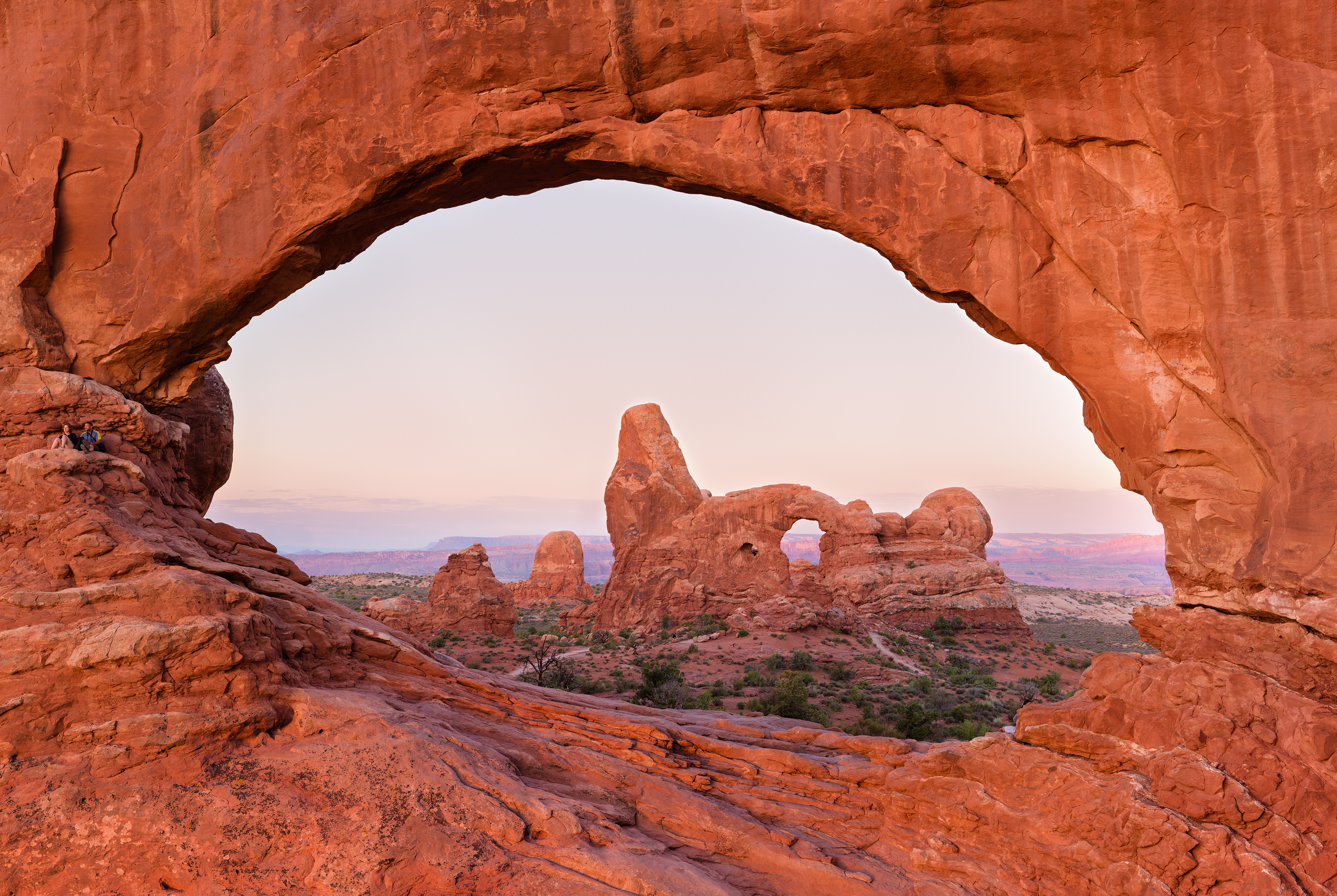
Turret Arch (Vòm tháp)
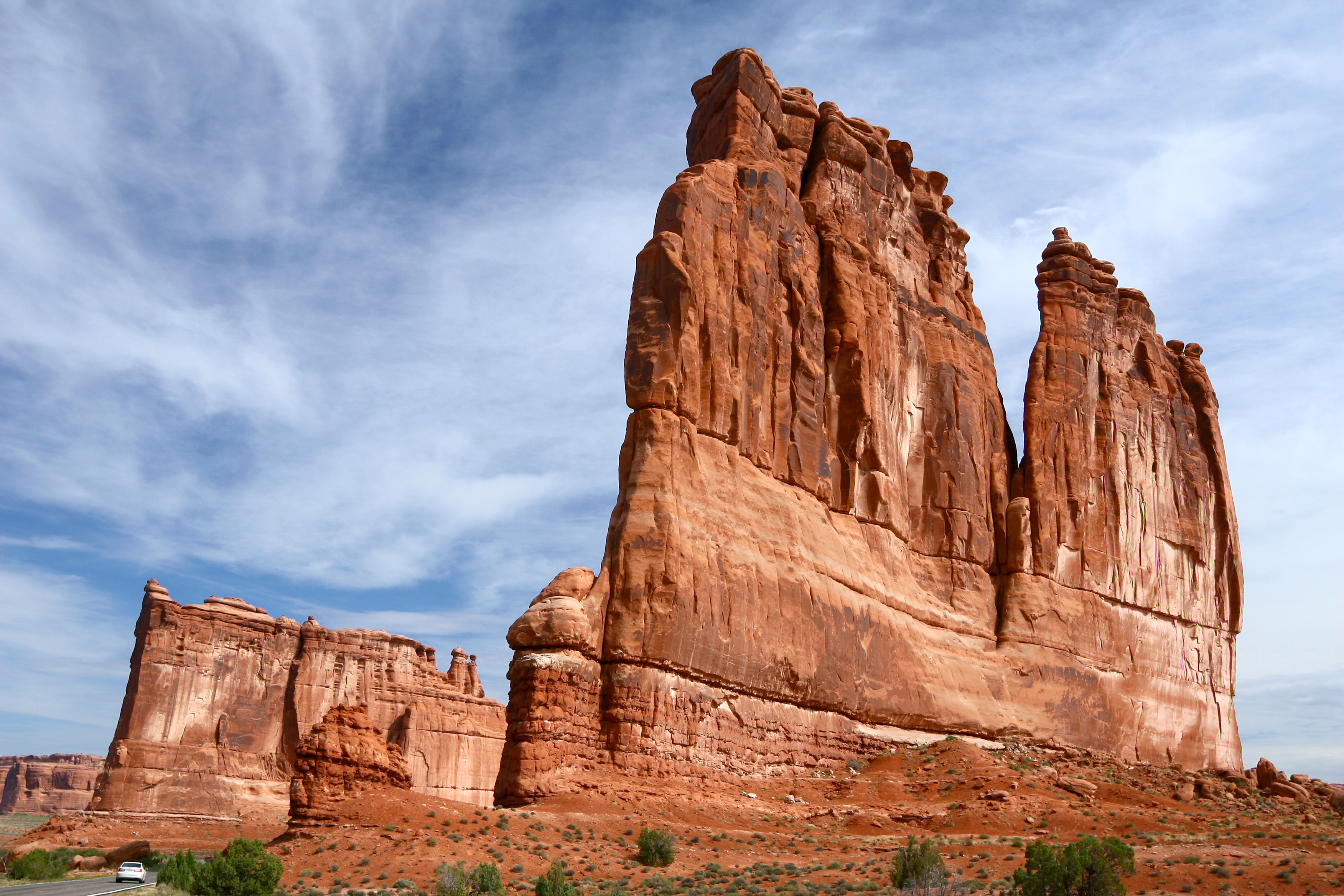
The Organ (Đàn organ)
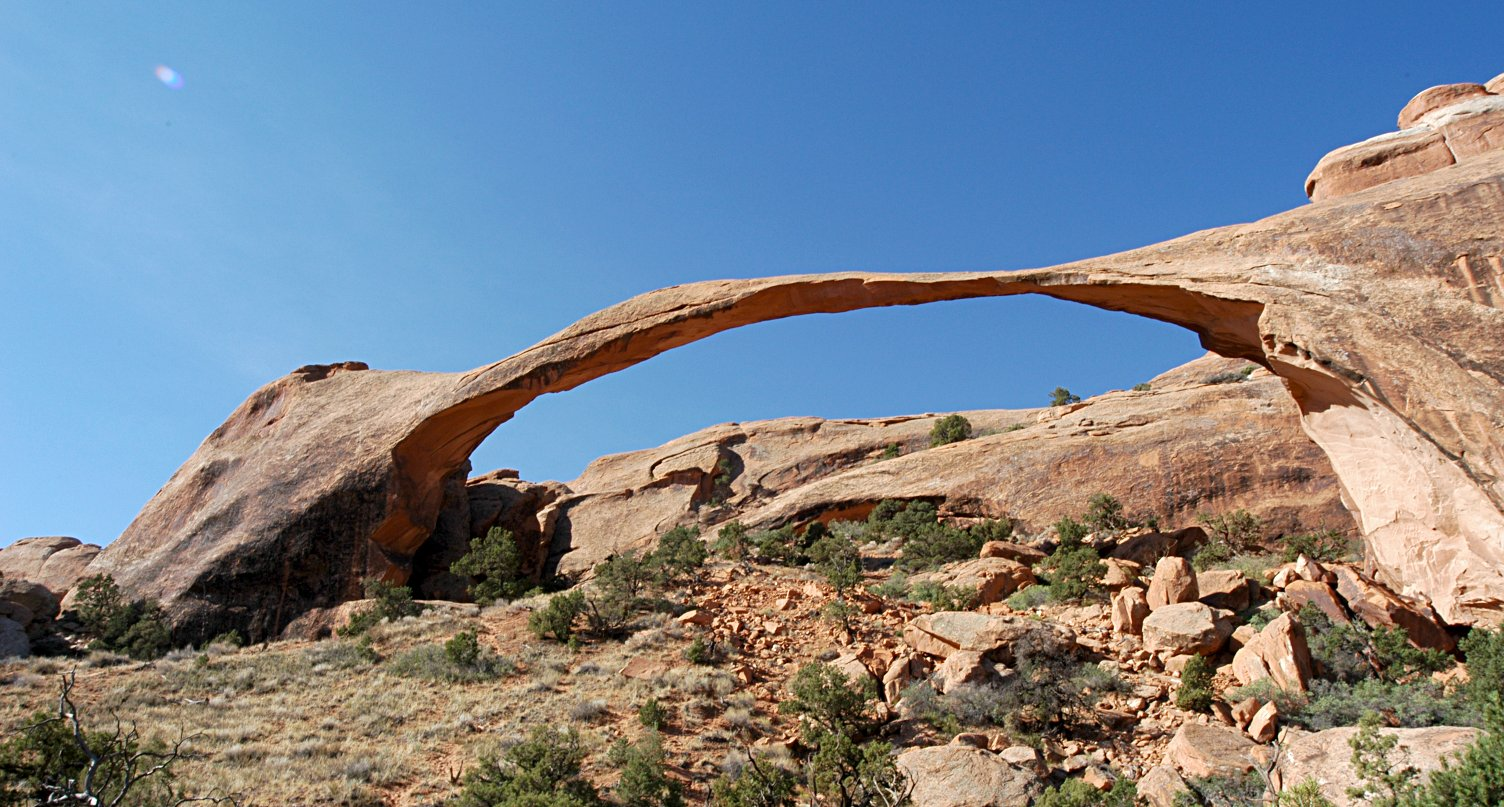
Landscape Arch
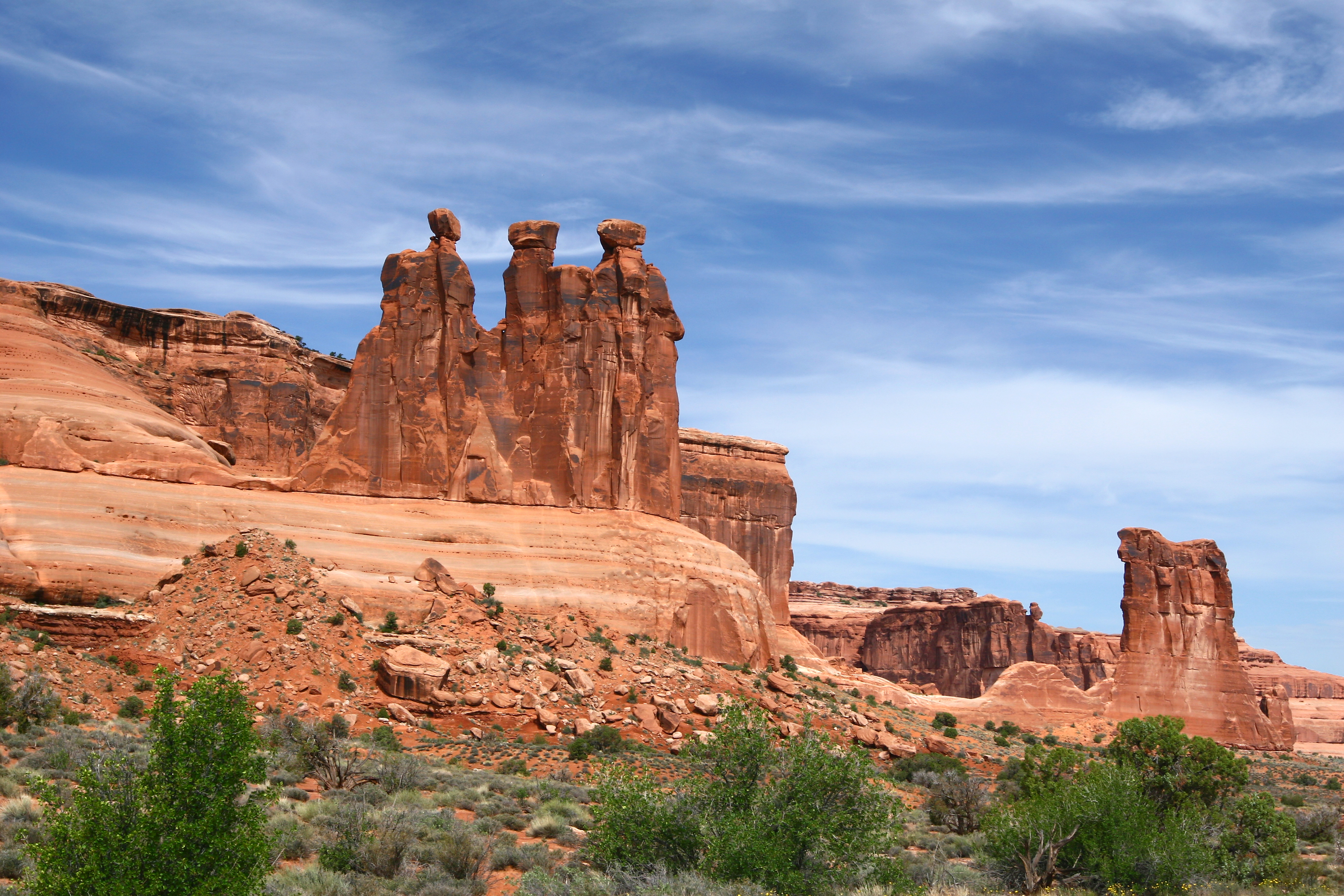
Three Gossips
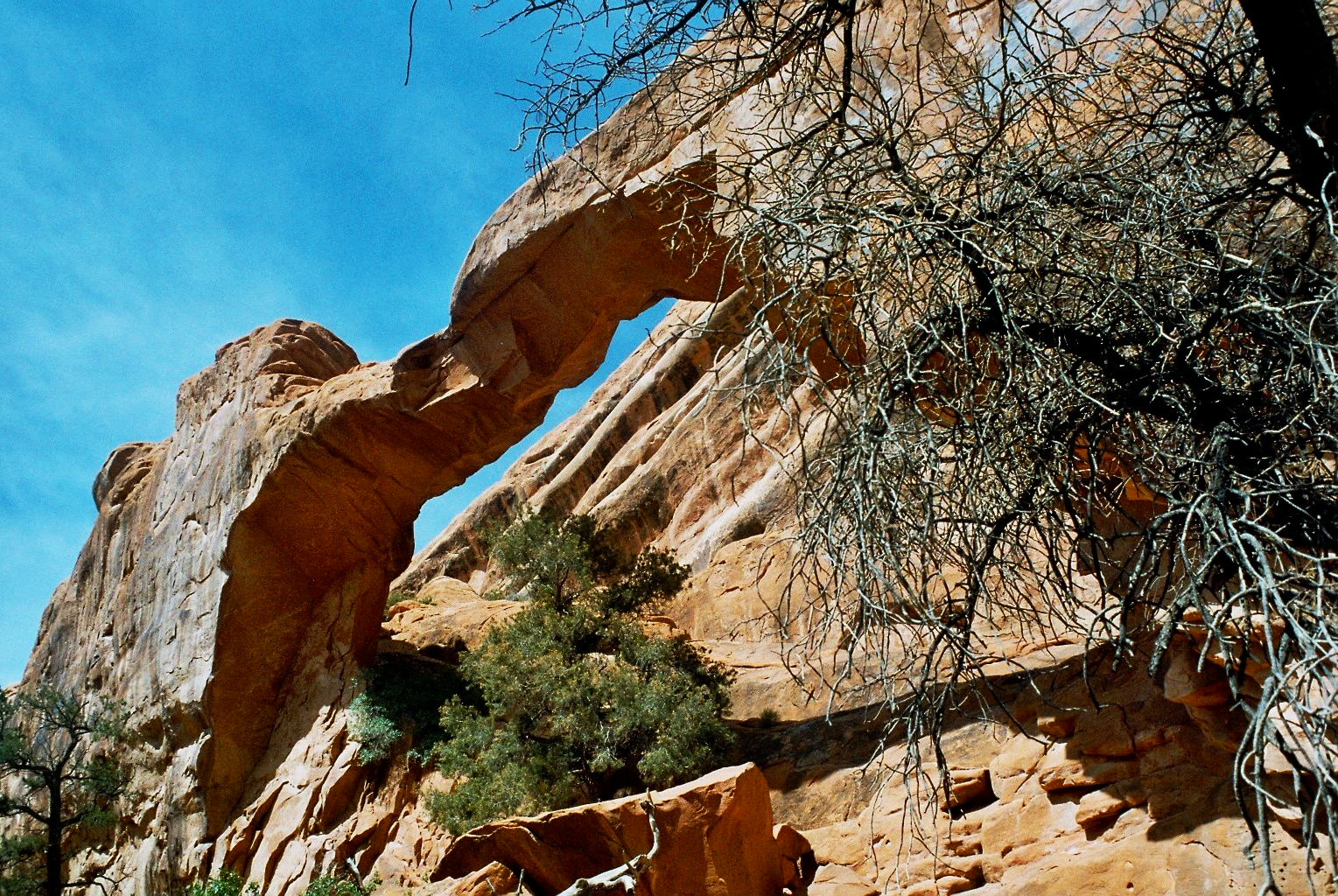
Wall Arch
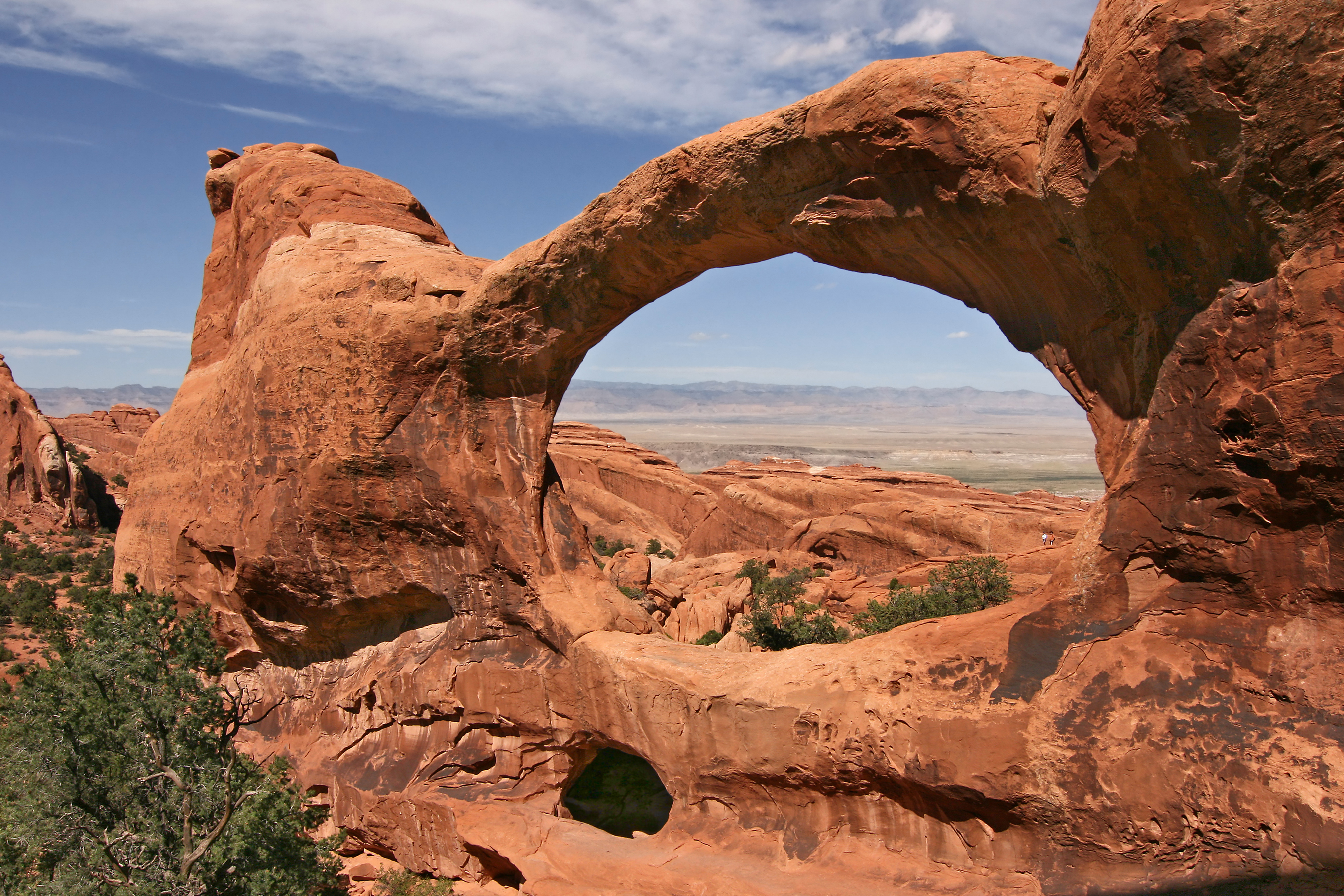
Double-O-Arch
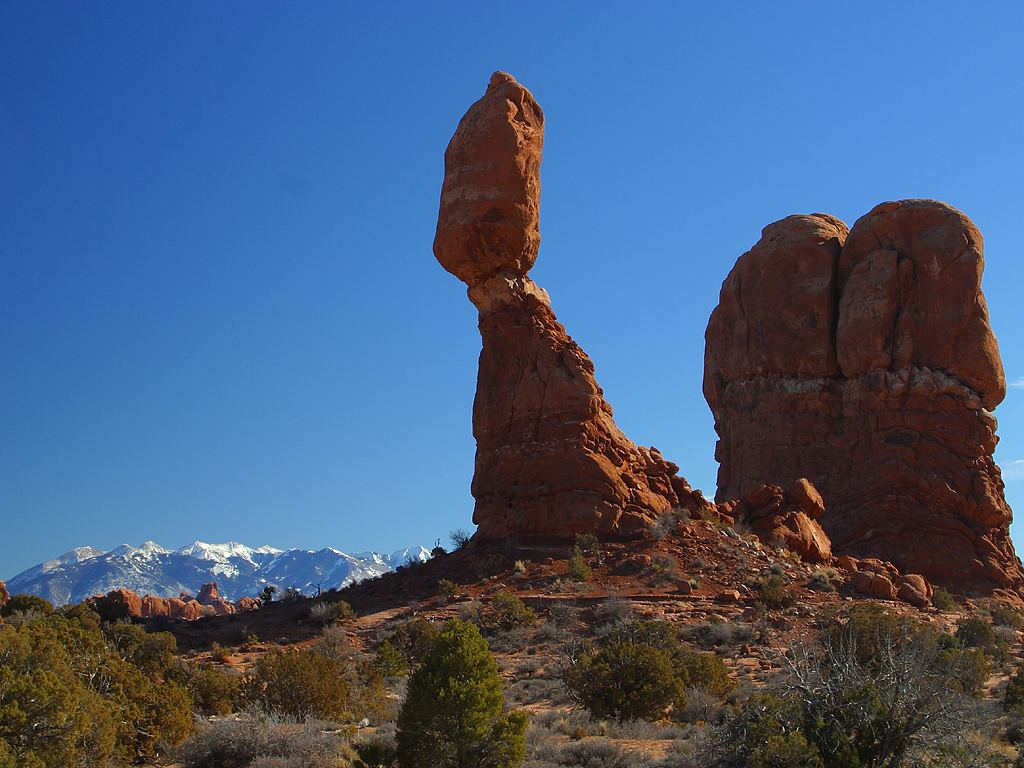
Balanced Rock